# 대서면
대서면(大西面)은 대한민국 전라남도 고흥군의 면이다.

## 개요
대서면은 1914년 3월 15일 남서면과 태서면을 통합하여 대서면으로 개칭하여 만들어졌다. 지리적으로는 고흥군의 서북쪽에 위치하며 전라남도 서부권을 잇는 고흥군의 새로운 관문이다. 경제 형태는 1차산업 위주의 경제 형태이나 최근 시설원예·축산·패류양식 등의 산업 형태가 이뤄지고 있다.

## 하위 행정 구역
| 법정리 | 한자명 | 행정리                                   | 비고 |
| ------ | ------ | ---------------------------------------- | ---- |
| 금마리 | 金馬里 | 석장, 금당, 개명, 마암                   |      |
| 남정리 | 南亭里 | 축동, 장전, 월등, 남당, 중산, 고정, 신흥 |      |
| 안남리 | 雁南里 | 장선, 화천, 신기, 안동, 봉계             |      |
| 화산리 | 禾山里 | 화장, 평촌, 귀산, 서호                   |      |
| 송림리 | 松林里 | 송림, 장사                               |      |
| 송강리 | 松江里 | 신촌, 하남, 송강                         |      |
| 상남리 | 上南里 | 남양, 동편, 금곡, 온동                   |      |
| 7개리  |        | 29행정리                                 |      |

## 교육
- 대서초등학교 (금마리)
  - 안남분교 (폐교) : 대서면 동서로 808 (안남리)
- 대서서초등학교 (폐교) : 대서면 축동길 84-1 (남정리)
- 고흥대서중학교 (화산리)